# 艾梅·威尔莫特
艾梅·威尔莫特（英語：Aimee Willmott，1993年2月26日—）生于英格兰米德爾斯堡，是一名英国女子游泳运动员。她在五岁时受父母影响开始接触游泳，之后她加入了当地的游泳俱乐部，11岁时，她获得了个人首个国内比赛冠军。她的父亲斯图尔特和妹妹克洛伊（Chloe）同样也是游泳选手，其中父亲还曾参加1984年洛杉矶奥运。